# Tortezais
 Tortezais  es una población y comuna francesa, situada en la región de Auvernia, departamento de Allier, en el distrito de Montluçon y cantón de Hérisson.

## Demografía
| 270                                                                            | 240 | 191 | 202 | 149 | 147 | 175 |
| (Fuente: INSEE-fr https://ville-data.com/nombre-d-habitants/Tortezais-3-03285) |     |     |     |     |     |     |